# Gran Premio di San Marino 1984
Il Gran Premio di San Marino 1984 è stata la quarta prova della stagione 1984 del Campionato mondiale di Formula 1. Si è corsa domenica 6 maggio 1984 sul Circuito Dino Ferrari di Imola. La gara è stata vinta dal francese Alain Prost su McLaren-TAG Porsche; per il vincitore si trattò dell'undicesimo successo nel mondiale. Ha preceduto sul traguardo il connazionale René Arnoux su Ferrari  e l'italiano Elio De Angelis, su Lotus-Renault.
È stato l'unico Gran Premio di Formula 1 che ha visto Ayrton Senna fallire la qualificazione.

## Vigilia

### Aspetti tecnici
La Scuderia Ferrari tornò a utilizzare il vecchio sistema d'iniezione, abbandonato nel Gran Premio del Belgio, e anche gli scarichi del 1983. A seguito delle varie rotture del motore, la Brabham testò un nuovo tipo di carburante. Gli scarsi risultati portarono l'Arrows e l'ATS, le altre due scuderie che utilizzavano il motore BMW, decisero di non seguire la stessa strada. L'Arrows affidò l'A7, a motore turbo, a Marc Surer, dopo che nella gara di Zolder era stata usata dal compagno di team Boutsen. La Toleman decise ancora di proseguire nell'impiego della TG183B, e rimandò l'esordio per la TG184, testata in Belgio.
La Toleman accusò la Pirelli, fornitrice degli pneumatici, per la scarsa qualità delle gomme fornite. Inoltre, il team britannico, chiedeva, alla casa italiana, 250.000 dollari, per le spese sostenute nei test effettuati a Kyalami. A seguito del disaccordo la scuderia britannica non poté provare al venerdì, e solo l'intervento di Bernie Ecclestone sbloccò la situazione, con la Pirelli che supportò la Toleman per il resto del weekend. Dal gran premio successivo, in Francia, la Toleman passò a gomme Michelin.

### Aspetti sportivi
L'Osella, presentò due vetture, con l'esordio dell'austriaco Jo Gartner, che aveva un contratto per disputare otto gare europee (di cui sette nella seconda parte di stagione). A causa dell'incidente di Kyalami, in cui Piercarlo Ghinzani aveva distrutto la prima delle vetture con motore turbo, la scuderia torinese dovette presentarsi con due vetture diverse: una FA1/F turbo, per lo stesso Ghinzani, e una vecchia FA1/E, con motore V12 aspirato, per Gartner. Entrambe comunque motorizzate dall'Alfa Romeo.
Riccardo Patrese festeggiò il centesimo gran premio nel mondiale.
I prezzi dei biglietti, per seguire il gran premio, andavano dalle 11.500 lire per la zona "circolare", alle 120.000 lire per la tribuna. Alla curva della Tosa venne installato, per la prima volta, un megaschermo, al fine di agevolare i tifosi nel comprendere l'andamento della gara. La Rai dotò l'elicottero, usato delle riprese, di un nuovo tipo di telecamera, che consentiva di zoomare senza che le immagini fossero distorte.

## Qualifiche

### Resoconto
Dopo le nuvole del mattino, la pioggia rovinò le prove ufficiali del venerdì pomeriggio. Sono negli ultimi dieci minuti della sessione, con la pista che si stava asciugando, i piloti ottennero dei tempi validi. Il più veloce fu Nelson Piquet, in 1'35"493, davanti ad Alain Prost, staccato di due decimi, e Patrick Tambay, lontano sette decimi dal brasiliano. Quarto fu Andrea De Cesaris, primo degli italiani. René Arnoux chiuse col decimo tempo (il tempo migliore gli fu levato in quanto ottenuto a sessione già terminata), mentre l'altro ferrarista, Alboreto, fu solo ventiquattresimo. Con la vettura titolare il pilota milanese si trovò senza benzina, mentre col muletto fu vittima di una panne al sistema di pescaggio del carburante.
Anche al sabato la pista fu rovinata dalla pioggia, che però terminò e consentì al tracciato di asciugarsi verso la fine della sessione. I piloti dovettero così attendere gli ultimi istanti per fissare i tempi migliori: il primo a tentare l'uso di gomme slick fu Warwick, che abbassò subito di 17 secondi il tempo sul giro, scatenando così tutti gli altri piloti.
Nelson Piquet, in 1'28"517, nuovo record della pista, fu capace di strappare la decima pole position nel mondiale di F1, precedendo di un decimo Alain Prost. Keke Rosberg salì in terza posizione, precedendo Derek Warwick; Tambay, l'altro pilota della Renault, a causa della rottura del turbo, chiuse solo quattordicesimo. René Arnoux, dopo aver rotto una turbina chiuse sesto, dietro a Niki Lauda, mentre l'altro ferrarista, Alboreto, chiuse col tredicesimo tempo, dopo un ennesimo stop dovuto alla carenza di carburante. Manfred Winkelhock, settimo, fu il migliore delle vetture gommate dalla Pirelli. La Toleman, protagonista di una querelle con la casa milanese, riuscì a qualificare il solo Johnny Cecotto, mentre Ayrton Senna, penalizzato anche da un problema all'alimentazione, non ottenne la qualificazione, per l'unica volta nella sua carriera in F1.

### Risultati
I risultati delle qualifiche furono i seguenti:
| Pos                     | Nº | Pilota             | Costruttore           | Tempo    | Griglia |
| ----------------------- | -- | ------------------ | --------------------- | -------- | ------- |
| 1                       | 1  | Nelson Piquet      | Brabham-BMW           | 1'28"517 | 1       |
| 2                       | 7  | Alain Prost        | McLaren-TAG Porsche   | 1'28"628 | 2       |
| 3                       | 6  | Keke Rosberg       | Williams-Honda        | 1'29"418 | 3       |
| 4                       | 16 | Derek Warwick      | Renault               | 1'29"692 | 4       |
| 5                       | 8  | Niki Lauda         | McLaren-TAG Porsche   | 1'30"325 | 5       |
| 6                       | 28 | René Arnoux        | Ferrari               | 1'30"411 | 6       |
| 7                       | 14 | Manfred Winkelhock | ATS-BMW               | 1'30"723 | 7       |
| 8                       | 23 | Eddie Cheever      | Alfa Romeo            | 1'30"843 | 8       |
| 9                       | 2  | Teo Fabi           | Brabham-BMW           | 1'30"950 | 9       |
| 10                      | 22 | Riccardo Patrese   | Alfa Romeo            | 1'31"163 | 10      |
| 11                      | 11 | Elio De Angelis    | Lotus-Renault         | 1'31"173 | 11      |
| 12                      | 26 | Andrea De Cesaris  | Ligier-Renault        | 1'31"256 | PL      |
| 13                      | 27 | Michele Alboreto   | Ferrari               | 1'31"282 | 13      |
| 14                      | 15 | Patrick Tambay     | Renault               | 1'31"633 | 14      |
| 15                      | 5  | Jacques Laffite    | Williams-Honda        | 1'32"600 | 15      |
| 16                      | 17 | Marc Surer         | Arrows-BMW            | 1'33"063 | 16      |
| 17                      | 25 | François Hesnault  | Ligier-Renault        | 1'33"186 | 17      |
| 18                      | 12 | Nigel Mansell      | Lotus-Renault         | 1'34"477 | 18      |
| 19                      | 20 | Johnny Cecotto     | Toleman-Hart          | 1'35"568 | 19      |
| 20                      | 18 | Thierry Boutsen    | Arrows-Ford Cosworth  | 1'36"018 | 20      |
| 21                      | 4  | Stefan Bellof      | Tyrrell-Ford Cosworth | 1'36"059 | 21      |
| 22                      | 3  | Martin Brundle     | Tyrrell-Ford Cosworth | 1'36"531 | 22      |
| 23                      | 9  | Philippe Alliot    | RAM- Hart             | 1'36"733 | 23      |
| 24                      | 21 | Mauro Baldi        | Spirit- Hart          | 1'36"916 | 24      |
| 25                      | 10 | Jonathan Palmer    | RAM- Hart             | 1'37"262 | 25      |
| 26                      | 30 | Jo Gartner         | Osella-Alfa Romeo     | 1'38"948 | 26      |
| Vetture non qualificate |    |                    |                       |          |         |
| NQ                      | 24 | Piercarlo Ghinzani | Osella-Alfa Romeo     | 1'40"790 | NQ      |
| NQ                      | 19 | Ayrton Senna       | Toleman- Hart         | 1'41"585 | NQ      |

## Gara

### Resoconto

Niki Lauda (in primo piano) saluta il pubblico dopo il suo ritiro al 15º giro, per la rottura del motore sulla sua McLaren MP4/2 (sullo sfondo).

Dopo la pioggia del sabato notte, la gara si svolse su pista asciutta e cielo coperto. Keke Rosberg affrontò la gara col muletto, dopo una perdita d'acqua verificatasi prima del giro di formazione. Più sfortunato fu Andrea De Cesaris che ebbe dei problemi alla pressione della benzina, non riuscendo a schierarsi in griglia in tempo, e dovette partire dalla pit line.
Alain Prost e Nelson Piquet ebbero una buona partenza, col francese che già al Tamburello si ritrovò al comando della gara. Rosberg ebbe invece dei problemi e finì per bloccare i piloti partiti dietro di lui. Niki Lauda mancò una marcia al via e perse diverse posizioni. Jonathan Palmer, invece, rimase fermo sulla griglia e poté partire solo grazie all'intervento dei commissari. Sempre nel primo giro si ritirarono François Hesnault, dopo un contatto con Laffite, e Patrick Tambay, che alla Tosa fu tamponato da Eddie Cheever.
Al termine del giro, dietro a Prost e Piquet, si trovavano Derek Warwick, René Arnoux, Manfred Winkelhock, seguiti da tre piloti italiani: Alboreto, Patrese e De Angelis. Al terzo giro Alboreto passò anche Winkelhock. Il pilota tedesco funse un po' da tappo per i piloti alle sue spalle, mentre Patrese, afflitto da un guaio al motore, si ritirò al giro 7.
Niki Lauda passò Winkelhock al giro 8, e iniziò ad avvicinarsi alle due Ferrari. Al dodicesimo giro l'austriaco della McLaren attaccò Alboreto alla Villeneuve, ma il pilota milanese fu capace di tenere la posizione, solo fino alla Piratella, quando Lauda completò il sorpasso. Ancora un giro, e Lauda passò anche Arnoux.
L'austriaco sembrava poter, velocemente, riportarsi nelle posizioni comando, quando, al giro 16 abbandonò per una rottura del motore. Nello stesso giro Teo Fabi prese la sesta posizione a Winkelhock.
Prost comandava la gara in tranquillità, quando, al giro 20, un problema ai freni lo mandò in testacoda. Il francese riuscì a salvare la vettura e a proseguire il gran premio al comando. Un giro dopo René Arnoux effettuò la sua sosta, rientrando in gara sesto. Al venticinquesimo giro ci fu il ritiro dell'altro ferrarista, Alboreto, per un problema al propulsore.
Nelson Piquet, al giro 27, passò Warwick, installandosi al secondo posto. Poco dopo, Elio De Angelis, sesto, effettuò la sosta per il cambio gomme, rientrando solo decimo in gara. Per il leader della gara, Prost, la sosta giunse al trentesimo passaggio. Non perse il comando al rientro in gara. Dopo Nelson Piquet, secondo, si trovavano Derek Warwick e René Arnoux, che al giro 31 aveva passato Fabi. Seguivano Andrea De Cesaris, Martin Brundle ed Elio De Angelis.
Warwick decise di abbassare la pressione del turbo, per limitare i consumi, ma questo penalizzò il cambio, che perse la quarta marcia. Ciò lo portò a cedere, al giro 40, il terzo posto ad Arnoux, che lo passò al Tamburello. Al quarantanovesimo giro si ritirarono le due Brabham di Piquet e Fabi, entrambe per problemi al turbo. Arnoux scalò secondo, mentre De Cesaris si trovò quarto, seguito da De Angelis, Cheever, Bellof e Brundle.
I problemi di Warwick proseguirono, tanto che cedette la terza posizione a Andrea De Cesaris, al giro 51, e la quarta a Elio De Angelis, un giro dopo. Dopo il cambio gomme, al giro 56, Stefan Bellof cedette la settima posizione al compagno di team, Martin Brundle. La gara del britannico s'interruppe poco dopo, per la rottura di un tubo dell'alimentazione.
A un giro dal termine Andrea De Cesaris si ritirò per l'assenza di benzina, venendo passato da diversi piloti. Nell'ultimo giro si trovarono senza benzina anche Eddie Cheever ed Elio De Angelis, che mantenne però il terzo posto.
Alain Prost vinse per l'undicesima volta nel mondiale, davanti a René Arnoux ed Elio De Angelis. Vennero poi classificati Derek Warwick, Stefan Bellof, Thierry Boutsen ed Andrea De Cesaris. Bellof sarà poi squalificato per i fatti riguardanti la Tyrrell.

### Risultati
I risultati del gran premio furono i seguenti:
| Pos | Nº | Pilota             | Costruttore           | Giri | Tempo/Ritiro             | Pos. Griglia | Punti |
| --- | -- | ------------------ | --------------------- | ---- | ------------------------ | ------------ | ----- |
| 1   | 7  | Alain Prost        | McLaren-TAG Porsche   | 60   | 1h36'53"679              | 2            | 9     |
| 2   | 28 | René Arnoux        | Ferrari               | 60   | + 13"416                 | 6            | 6     |
| 3   | 11 | Elio De Angelis    | Lotus-Renault         | 59   | Mancanza di benzina      | 11           | 4     |
| 4   | 16 | Derek Warwick      | Renault               | 59   | + 1 giro                 | 4            | 3     |
| SQ  | 4  | Stefan Bellof      | Tyrrell-Ford Cosworth | 59   | Squalificato             | 21           |       |
| 5   | 18 | Thierry Boutsen    | Arrows-Ford Cosworth  | 59   | + 1 giro                 | 20           | 2     |
| 6   | 26 | Andrea De Cesaris  | Ligier-Renault        | 58   | Mancanza di benzina      | PL           | 1     |
| 7   | 23 | Eddie Cheever      | Alfa Romeo            | 58   | Mancanza di benzina      | 8            |       |
| 8   | 21 | Mauro Baldi        | Spirit-Hart           | 58   | + 2 giri                 | 24           |       |
| 9   | 10 | Jonathan Palmer    | RAM-Hart              | 57   | + 3 giri                 | 25           |       |
| SQ  | 3  | Martin Brundle     | Tyrrell-Ford Cosworth | 55   | Squalificato             | 22           |       |
| Rit | 9  | Philippe Alliot    | RAM-Hart              | 53   | Turbo                    | 23           |       |
| NC  | 20 | Johnny Cecotto     | Toleman-Hart          | 52   | Non classificato         | 19           |       |
| Rit | 1  | Nelson Piquet      | Brabham-BMW           | 48   | Turbo                    | 1            |       |
| Rit | 2  | Teo Fabi           | Brabham-BMW           | 48   | Turbo                    | 9            |       |
| Rit | 30 | Jo Gartner         | Osella-Alfa Romeo     | 46   | Motore                   | 26           |       |
| Rit | 17 | Marc Surer         | Arrows-BMW            | 40   | Turbo                    | 16           |       |
| Rit | 14 | Manfred Winkelhock | ATS-BMW               | 31   | Turbo                    | 7            |       |
| Rit | 27 | Michele Alboreto   | Ferrari               | 23   | Scarico                  | 13           |       |
| Rit | 8  | Niki Lauda         | McLaren-TAG Porsche   | 15   | Motore                   | 5            |       |
| Rit | 5  | Jacques Laffite    | Williams-Honda        | 11   | Motore                   | 15           |       |
| Rit | 22 | Riccardo Patrese   | Alfa Romeo            | 6    | Problemi elettrici       | 10           |       |
| Rit | 12 | Nigel Mansell      | Lotus-Renault         | 2    | Testacoda                | 18           |       |
| Rit | 6  | Keke Rosberg       | Williams-Honda        | 2    | Problemi elettrici       | 3            |       |
| Rit | 15 | Patrick Tambay     | Renault               | 0    | Collisione con E.Cheever | 14           |       |
| Rit | 25 | François Hesnault  | Ligier-Renault        | 0    | Collisione con J.Laffite | 17           |       |
| NQ  | 24 | Piercarlo Ghinzani | Osella-Alfa Romeo     |      |                          |              |       |
| NQ  | 19 | Ayrton Senna       | Toleman-Hart          |      |                          |              |       |

## Classifiche

### Piloti
| Pos. | Pilota            | Punti |
| ---- | ----------------- | ----- |
| 1    | Alain Prost       | 24    |
| 2    | Derek Warwick     | 13    |
| 3    | Elio De Angelis   | 10    |
| 4    | René Arnoux       | 10    |
| 5    | Niki Lauda        | 9     |
| =    | Michele Alboreto  | 9     |
| 7    | Keke Rosberg      | 9     |
| 8    | Eddie Cheever     | 3     |
| =    | Riccardo Patrese  | 3     |
| 10   | Andrea De Cesaris | 3     |
| =    | Thierry Boutsen   | 3     |
| 12   | Patrick Tambay    | 2     |
| 13   | Ayrton Senna      | 2     |

### Costruttori
| Pos. | Team                 | Punti |
| ---- | -------------------- | ----- |
| 1    | McLaren-TAG Porsche  | 33    |
| 2    | Ferrari              | 19    |
| 3    | Renault              | 15    |
| 4    | Lotus-Renault        | 10    |
| 5    | Williams-Honda       | 9     |
| 6    | Alfa Romeo           | 6     |
| 7    | Ligier-Renault       | 3     |
| =    | Arrows-Ford Cosworth | 3     |
| 9    | Toleman-Hart         | 2     |

## Decisioni della FISA
A seguito delle indagini compiute sulle monoposto della Tyrrell, al termine del Gran Premio di Detroit, la Federazione scoprì che sulle vetture inglesi, durante la gara, veniva effettuato un rabbocco di un liquido contenente pallini di piombo, che serviva per arricchire l'aria immessa sui tromboncini di aspirazione, al fine di ritardare la detonazione del motore, rendendo così possibile l'utilizzo di un maggior rapporto di compressione, ottenendo una maggiore potenza. In una riunione del 18 luglio 1984, la FISA decise di escludere la Tyrrell dalle rimanenti gare del campionato del mondo, e cancellò tutti i punti ottenuti fino al momento della squalifica. Venne deciso che i punti attribuiti ai piloti della scuderia britannica non sarebbero stati assegnati. Le vetture proseguirono a partecipare al campionato, fino al Gran Premio d'Olanda, ma la loro partecipazione fu sub judice. La squalifica della Tyrrell venne confermata dal Tribunale d'Appello della FISA, dopo una riunione del 29 agosto. La scuderia venne esclusa dai successivi gran premi.
Il 9 ottobre la FISA decise di rideterminare le classifiche di tutte le gare, fino a quel momento disputate, facendo scalare in graduatoria tutti i piloti classificatisi alle spalle dei piloti della Tyrrell. Ciò portò a una redistribuzione dei punti, in quanto Stefan Bellof si era classificato quinto: Thierry Boutsen scalò quinto, mentre Andrea De Cesaris si trovò sesto; l'altro pilota della Tyrrell, Martin Brundle, si era classificato fuori dalla zona dei punti.